# Montserrat Rendón
Montserrat Rendón (Cancún, Quintana Roo; 16 de marzo de 1989) es una artista marcial mixta mexicana que compite en la división de peso gallo femenino del Ultimate Fighting Championship.

## Carrera de artes marciales mixtas

### Carrera temprana
En 2019, Rendón compiló 2 victorias en MMA amateur. Después, su primera pelea como profesional fue el 25 de septiembre de 2020 ante Janetti Delgado en el evento Fearless 6 de la promoción Fearless Woman MMA, que ganó por decisión unánime.
El 1 de octubre de 2021, Rendón fichó por Combate Global y en su debut enfrentó a Micaela Rampage, ganando la pelea por decisión unánime. La siguiente pelea de Rendón fue ante Kristina Pettigrew el 19 de noviembre de 2021, y ganó nuevamente por decisión unánime.
Se enfrentó a Claudia Zamora el 19 de marzo de 2022 en el evento GFC: Freedom Fight Night de Gamebred Fighting Championship. Ganó la pelea por decisión unánime.
Posteriormente, Rendón fue programada por la empresa Invicta FC para enfrentarse a Brittney Cloudy el 28 de septiembre de 2022 en Invicta FC 49. Ella ganó la pelea por decisión dividida.

### Ultimate Fighting Championship
En junio de 2023, UFC anunció la incorporación de Rendón a sus 34 años.
Rendón hizo su debut en la organización el 23 de septiembre de 2023, donde se enfrentó a Tamires Vidal en UFC Fight Night 228. Ganó la pelea por decisión dividida (29-28, 28-29, 29-28).
Rendón se enfrentó a Darya Zheleznyakova el 23 de marzo de 2024 en UFC on ESPN 53. Perdió la pelea por decisión unánime, y por ende, recibió la primera derrota de su carrera.
Se tenía previsto que Rendón enfrentara a Melissa Mullins en una pelea de peso gallo para el 9 de noviembre de 2024 en UFC Fight Night 247. Sin embargo, tuvo que cancelarse debido a que ella misma se retiró por razones desconocidas, siendo reemplazada por Klaudia Sygula.

## Récord en artes marciales mixtas
| Récord profesional | Récord profesional | Récord profesional |
| 7 peleas           | 6 victorias        | 1 derrota          |
| ------------------ | ------------------ | ------------------ |
| Decisión           | 6                  | 1                  |

| Resultado | Récord | Oponente             | Método              | Evento                               | Fecha                    | Ronda | Tiempo | Localización      | Notas |
| --------- | ------ | -------------------- | ------------------- | ------------------------------------ | ------------------------ | ----- | ------ | ----------------- | ----- |
| Derrota   | 6–1    | Dariya Zheleznyakova | Decisión (unánime)  | UFC on ESPN: Ribas vs. Namajunas     | 23 de marzo de 2024      | 3     | 5:00   | Las Vegas, Nevada |       |
| Victoria  | 6–0    | Tamires Vidal        | Decisión (dividida) | UFC Fight Night: Fiziev vs. Gamrot   | 23 de septiembre de 2023 | 3     | 5:00   | Las Vegas, Nevada |       |
| Victoria  | 5–0    | Brittney Cloudy      | Decisión (dividida) | Invicta FC 49                        | 28 de septiembre de 2022 | 3     | 5:00   | Hinton, Oklahoma  |       |
| Victoria  | 4–0    | Claudia Zamora       | Decisión (unánime)  | GFC - Freedom Fight Night            | 19 de marzo de 2022      | 3     | 5:00   | Miami, Florida    |       |
| Victoria  | 3–0    | Kristina Pettigrew   | Decisión (unánime)  | Combate Global - Graniel vs. Ibarra  | 19 de noviembre de 2021  | 3     | 5:00   | Miami, Florida    |       |
| Victoria  | 2–0    | Micaela Rampage      | Decisión (unánime)  | Combate Global - Morales vs. Sweeney | 1 de octubre de 2021     | 3     | 5:00   | Miami, Florida    |       |
| Victoria  | 1–0    | Janetti Delgado      | Decisión (unánime)  | Fearless 6                           | 25 de septiembre de 2020 | 5     | 5:00   | Ciudad de México  |       |